# أوكالبتوس براوني
كينا براونية (الاسم العلمي:Eucalyptus brownii) هي نوع من النباتات تتبع جنس الكينا من فصيلة الآسية.